# مینستر، کنت
longitudeمینستر، کنتlatitudeمینستر، کنت
مینستر، کنت (به انگلیسی: Minster, Swale) یک شهرک در بریتانیا است که در جنوب شرقی انگلستان واقع شده‌است.